# Косостеблик середній
Косостеблик середній (Plagiomnium medium) — вид мохів порядку головмохальних (Bryales).

## Поширення
Ареал охоплює такі частини світу: Європа, Північна Америка, Азія.
Населяє ґрунт, гумус, гірські породи, основи дерев у вологих лісах, скелях/осипах, болотах; від низьких до помірних висот.

## Характеристика
Стебла прямовисні, 2–4 см; стерильні стебла до 8 см. Листки зелені чи жовто-зелені, хрусткі та зігнуті в сухому стані, плоскі у вологому стані, еліптичні, широко-еліптичні, іноді обернено-яйцеподібні чи довгасті, (3.5)4–7(10) мм; краї зубчасті біля основи, зубці гострі або іноді тупі, з 1–2(3) клітин; верхівка тупа, заокруглена, гостра, загострена або рідко загнута. Вид синоїчний. Коробочкові ніжки (1)3(7), з віком жовтіють до червонуватих або оранжевих, 2–5 см. Коробочка поникла, довгаста, циліндрична або вузько-яйцеподібна, 3–4.5 мм. Спори 20–36 мкм.